# BlueZ
BlueZ is de Canonical-implementatie van Bluetooth voor Linux. Sinds 2006 ondersteunt de BlueZ-stack alle hoofdprotocollen en lagen van Bluetooth. Het werd oorspronkelijk ontwikkeld door Qualcomm. BlueZ is beschikbaar voor kernelversies 2.4.6 en hoger van Linux.
Aanvullend bij de standaardstack zijn ook nog de low-levelgereedschappen bluez-utils en bluez-firmware beschikbaar. Dfutool (onderdeel van deze uitbreidingen) kan communiceren met de Bluetooth-chipset die in de adapter zit zodat er kan uitgemaakt worden of de firmware kan geüpgraded worden.